# オーエス
オーエス株式会社（英: OS Company, Limited）は、映画館・不動産事業などを経営している会社である。本社は大阪府大阪市北区。阪急阪神ホールディングスの子会社であり、阪急阪神東宝グループの一社。
映像機器メーカーの株式会社オーエスとの資本関係はない。

## 沿革
- 1946年（昭和21年）12月16日 - オーエス映画劇場株式会社設立。
- 1949年（昭和24年）5月 - オーエス映画劇場株式会社が梅田シネマ株式会社及び大成起業株式会社を合併。
- 1949年（昭和24年）5月 - 大阪証券取引所2部上場。
- 1951年（昭和26年）7月 - オーエス映画劇場株式会社が東洋映画株式会社を合併。
- 1956年（昭和31年）5月 - オーエス映画劇場株式会社が第一映画劇場株式会社を合併。
- 1956年（昭和31年）12月 - オーエス映画劇場株式会社が関西興行株式会社を合併。
- 1969年（昭和44年）3月 - オーエス不動産株式会社設立。
- 1974年（昭和49年）10月 - 梅田OSホテルを開業。
- 1975年（昭和50年）8月 - オーエス映画劇場株式会社が商号をオーエス株式会社に変更。
- 1991年（平成3年）2月 - オーエス株式会社がオーエス不動産株式会社を合併。
- 2013年（平成25年）7月16日 - 東京証券取引所と大阪証券取引所の現物株市場統合に伴い、東京証券取引所2部への上場となる。
- 2016年（平成28年）1月6日 - 梅田OSホテルの建物を阪急電鉄に売却。ホテル事業から撤退。
- 2024年（令和6年）1月31日 - 阪急阪神ホールディングスが株式公開買付けにより、持株比率を議決権所有割合ベースで73.07%とし、同社の子会社となる。東宝との資本関係が無くなる[4]。
- 2024年（令和6年）4月5日 - 東京証券取引所スタンダード市場上場廃止[1]。
- 2024年（令和6年）4月9日 - 株式併合により株主が阪急阪神ホールディングス及び阪急阪神不動産のみとなる[1]。

### 社名の由来
社名の由来に関しては以下の3通りの説が存在するものの、資料は残っていない。
1. 綱引きの掛け声 "オーエス"
2. "Osaka Screen"の頭文字
3. 大阪の"O"と三宮の"S"

社内の口伝では1.が「最も有力」とされ、創業者である小林一三の発案により
ものと説明されている。

## 映画館
株式の投資家情報サービスとして、株の投資量に応じた株主優待カード（2007年3月までは、月ごとの優待券）が株主に贈呈されている。下記の映画館で使用すると、無料でチケットを購入できる。また、東宝系の邦画作品に限りTOHOシネマズ梅田とTOHOシネマズなんばでも使用可能。

### OS劇場（大阪市）
『OS劇場』（オーエスげきじょう・OS Theater）は、大阪市北区梅田に所在していた映画館。
- 1947年（昭和22年）7月31日、「OS映画劇場」として洋画ロードショー劇場を開場。
- 1954年（昭和29年）、シネラマ上映館に改築し、数多くの大作や話題作を上映（当時の座席数は1,278席）。
  - 主な上映作に『ベン・ハー』『2001年宇宙の旅』『スター・ウォーズ』『未知との遭遇』『地獄の黙示録』『ウィロー』『ロボコップ2』『ゴースト/ニューヨークの幻』『ディック・トレイシー』など。
- 1991年（平成3年）2月11日、閉館。跡地は1993年（平成5年）7月に「OSビル」が建てられ、同社の核施設となる。
- 旧OS劇場閉館後、現在のHEP FIVEに隣接している「ニューOS劇場」（1959年12月開業）を「OS劇場」に改称し、主にみゆき座系の作品を中心に上映。
- 1997年（平成9年）4月、「OS劇場」（321席）と「OS劇場C.A.P.」（137席）の2館に分割。
- 2005年（平成17年）12月、OS劇場C.A.Pを「OS名画座」に改称。
- 2007年（平成19年）10月、TOHOシネマズに経営が譲られ、『TOHOシネマズ梅田アネックス』シアター9、シアター10となる。

| スクリーン                   | 座席数 | 車いす席 | 音響設備                      |
| ---------------------------- | ------ | -------- | ----------------------------- |
| シアター9（旧「OS劇場」）    | 267    | 2        | 5.1チャンネルデジタルサウンド |
| シアター10（旧「OS名画座」） | 121    | 2        | 5.1チャンネルデジタルサウンド |

### 兵庫県内
- OSシネマズミント神戸（兵庫県神戸市中央区 ミント神戸内）
- OSシネマズ神戸ハーバーランド （兵庫県神戸市中央区 umie SOUTH MALL内）[7]
- TOHOシネマズ西宮OS （兵庫県西宮市高松町100番 他 阪急西宮ガーデンズ 5階）［2008年11月26日オープン］ 
  - 東宝グループのTOHOシネマズとOSの共同経営。

### かつて存在していたオーエス直営の映画館
※館名にOSと冠していた劇場も含む。
- ライオンカン（香川県高松市・1999年11月5日閉館）
- テアトル岡山（岡山県岡山市・2000年11月4日閉館）
- OSグランド（徳島県徳島市・2002年3月24日閉館）
- OS三劇1・2（兵庫県神戸市中央区・2006年8月31日閉館）
- OS・シネフェニックス1・2・3（兵庫県神戸市中央区センタープラザ6階・2006年9月1日の他社への業務移行に伴って「三宮シネフェニックス」に改称後、2011年5月8日に閉館）
- 千日前OSスバル座（大阪府大阪市中央区・2006年9月24日閉館）
- OS阪急会館1・2（兵庫県神戸市中央区・2007年5月22日閉館）
- シネモザイク（兵庫県神戸市中央区・2013年4月7日閉館）
- 姫路OS1・2・3 （兵庫県姫路市・2016年1月31日閉館）

## その他事業

### 梅田OSホテル（ホテル事業）
梅田OSホテル（うめだおーえすほてる）は、かつて大阪市北区曾根崎にあったホテルである。阪急阪神第一ホテルグループ加盟。主にビジネスユースを想定したホテルであった。
同ホテルが入居する梅田OSビルは地上17階・地下1階建てで、地階 - 2階が貸店舗、3階から上をホテルとして営業する（フロント・会議室、レストランサイゼリヤ梅田OSホテル店を3階に配置、4階以上を客室）。
地階は谷町線東梅田駅へ繋がる飲食店街となっている。1階には馬渕教育グループ教務開発本部（かつてはJTB東梅田支店が入居していた）、2階にはインターネットカフェ@WAN東梅田店が入居している。
なお、2016年1月6日をもって、オーエス運営としてのホテルの営業を終了した。建物のみ阪急電鉄に無償譲渡し、内部改装の後、2016年2月5日からはホテル名称はそのまま阪急阪神ホテルズの直営ホテルとなった。なお土地はオーエスが継続して保有し、阪急電鉄に賃貸する。
2021年12月30日の宿泊利用を以て営業を終了した。

### 不動産賃貸・分譲事業
本社ビルや梅田OSビル（先述）などの賃貸および、近年では「プレージア（Preagia）」のブランドでマンションの開発も手掛けている。

### 飲食・アミューズメント事業
EKIZO三宮にnamco三宮OS（バンダイナムコアミューズメントのフランチャイズ）とコウベビアハウゼ（ビアレストラン）、大阪駅前第3ビルとプレンティ西神中央に長屋オムライス、阪神野田駅・Osaka Metro 野田阪神駅近辺でわがまちサウナ 大阪野田を展開している。
かつては大阪のホワイティうめだや神戸・三宮などで「居酒屋おおえす」「串かつ おおえす」、長屋オムライス 大阪駅前第1ビル店などを展開していた。

## 株主優待カードについて
2007年（平成19年）3月までは、株の投資量に応じた月単位の優待券が、半年ごとに1～5枚贈られていたが、株主からの意見により、4月からは下記の通りにシステムを変更した。
- 本人用カードが1枚、ファミリーカードが、半年ごとに2枚発行される。
- 1人1回につき10ポイントを基準とし、株の投資量に応じて140ポイント～560ポイントが与えられる。このポイントは、1度に複数の人数分を組み合わせても使用可能。ただし、月間の使用回数には制限がある。
- シネモザイクでは、カードを提示するとポイントを使用せずに1000円に値引きとなる。
- 株の投資量とは関係なく梅田OSホテルの宿泊割引券が5枚贈られる。ポイントカードを提示すると、割引券と同様のサービスを受けることができる。